# Benjamín Medrano
Benjamín Medrano Quezada (* 20. Jahrhundert in Nochistlán, Zacatecas) ist ein mexikanischer Politiker der Partido Revolucionario Institucional.

## Leben
Medrano war zwischen 2013 und 2016 Bürgermeister (presidente municipal) von Fresnillo. Bis 2011 war Medrano Mitglied der Partido del Trabajo. Er ist gegenwärtig Mitglied der Partido Revolucionario Institucional (PRI). Medrano lebt offen homosexuell in Fresnillo.